# The Drifters
The Drifters (ザ・ドリフターズ Za Dorifutāzu) là một ban nhạc rock and roll và nhóm hài Nhật Bản. Ban nhạc được thành lập với tên gọi "Sons of Drifters" vào khoảng năm 1956 từ hai ban nhạc "Mountain Boys" và "Tokyo Western Boys". Ban nhạc còn có tên gọi khác tại Nhật Bản là Drifter (ドリフ Dorifu)
Tuy nhiên, các thành viên trong nhóm thỉnh thoảng thay đổi qua lại. Ikariya Chosuke trở thành trưởng nhóm vào năm 1964. Mặc dù ban nhạc trở nên nổi tiếng với tư cách là một nhóm hài kịch dưới thời Ikariya, họ đã tham gia Kōhaku Uta Gassen với tư cách là một ban nhạc âm nhạc lần đầu tiên vào năm 2001. Ikariya qua đời vì bệnh ung thư hạch bạch huyết vào năm 2004 ở tuổi 72.
Nhóm cũng được biết đến với màn trình diễn 40 giây mở màn cho buổi biểu diễn đầu tiên của The Beatles tại Nhật Bản.

## Các thành viên
- Ikariya Chōsuke — Trưởng nhóm, tham gia năm 1962 trong thời kỳ ban nhạc của nhóm, qua đời vì ung thư hạch bạch huyết năm 2004
- Katō Cha — Gia nhập năm 1962
- Takagi Boo — Tham gia năm 1964
- Arai Chū — Tham gia năm 1964, rời nhóm năm 1974, qua đời vì suy gan năm 2000
- Nakamoto Kōji — Gia nhập 1965
- Shimura Ken — Tham gia với tư cách thành viên trợ lý năm 1968, trở thành thành viên chính thức 1974 (thay thế Arai), ông mất vì COVID-19 vào năm 2020 [2]
- Suwa Shinji — Tham gia với tư cách là thành viên trợ lý vào năm 1972, chưa bao giờ là thành viên chính thức

## Hachijidayo Zen'inshūgō!
Họ nổi tiếng nhất với chương trình tạp kỹ thường xuyên Hachijidayo, Zen'inshugo! (8時だョ!全員集合 "It's 8 O'Clock! Everybody Gather 'Round", 8 giờ rồi đó! Mọi người tập hợp) được phát sóng trên đài TBS từ năm 1969 đến năm 1985 với tổng cộng 803 tập. Nó giữ vị trí xếp hạng cao nhất so với bất kỳ chương trình nào trong thời đại của nó và vẫn giữ một trong những chương trình có xếp hạng cao nhất trong lịch sử truyền hình Nhật Bản. Sự hài hước nhẹ nhàng và hài hước cường điệu của nó đã làm cho trẻ em được yêu thích đến mức khiến các bậc cha mẹ phải thất vọng. The Candies là bạn diễn của họ trong hầu hết những năm 1970.
Bản thân chương trình là một chương trình tạp kỹ hài có các bản phác thảo và khách mời âm nhạc. Thường thì buổi biểu diễn mở đầu bằng một bản phác thảo dài khoảng 20 – 25 phút và sau đó là các khách mời âm nhạc. Buổi biểu diễn sẽ kéo dài một giờ với một vài bản phác thảo nữa, thường có các khách mời âm nhạc tham gia.
Bên cạnh chương trình thường xuyên hàng tuần, The Drifters, hay còn gọi là Drifter (ドリフ Dorifu), cũng sẽ có những buổi giới thiệu đặc biệt vài tháng một lần. Những chương trình đặc biệt này sẽ kéo dài một tiếng rưỡi và sẽ bao gồm nhiều bản phác thảo ngắn. Thường thì họ sẽ có những vị khách đặc biệt, thường là những nghệ sĩ biểu diễn ca hát nổi tiếng, sẽ tham gia vào các bản phác thảo nhưng không phải lúc nào họ cũng hát trong suốt buổi biểu diễn.
Vào cuối những năm 1970, giữa 1977 – 1978, The Drifters thường được liên kết với ban hát Pink Lady thông qua một loạt manga phong cách fumetti nổi tiếng và Yanmar Family Hour Fly! Son Goku (ヤンマーファミリーアワー 飛べ!孫悟空 Yanmā Famirī Awā Tobe! Son Gokū) , một chương trình dành cho trẻ em dựa trên Tây Du Ký . Chương trình có các bức tranh biếm họa múa rối của Drifters với tư cách là nhân vật chính trong khi Pink Lady cung cấp lời tường thuật và bài hát chủ đề của chương trình, cũng như chèn các bài hát dựa trên đĩa đơn ăn khách của họ.

## Dự án đơn lẻ
Sau Hachijidayo! kết thúc vào năm 1985, nhóm gần như tan rã nhưng vẫn tiếp tục tụ tập cùng nhau trong những buổi biểu diễn đặc biệt một giờ rưỡi của họ. Shimura Ken hợp tác với Katō Cha trong loạt phim Katochan Kenchan Gokigen TV (TV vui nhộn với Kato-chan và Ken-chan ). Nakamoto Kōji đã trở thành người tham gia  thường xuyên trong chương trình truyền hình Toyamano Kinsan . Takagi Boo đã thu âm một số album về âm nhạc theo phong cách Hawaii.
Sau Katochan Kenchan Gokigen TV, Katō Cha đã trở thành khách mời thường xuyên của chương trình "Musashibo Benkei" và xuất hiện với tư cách khách mời đặc biệt trên các chương trình truyền hình khác. Sau Katochan Kenchan Gokigen TV, Shimura Ken cũng đóng vai chính trong các chương trình truyền hình khác như "Shimura Ken no Bakatonosama" và "Shimuraken no Daijobuda" và khách mời đóng vai chính trên các chương trình truyền hình khác.
Năm 1999, Ikariya Chosuke đã giành được Giải thưởng Nam diễn viên phụ xuất sắc nhất của Viện Hàn lâm Nhật Bản cho vai diễn Waku Heihachiro trong bộ phim Bayside Shakedown. Chōsuke Ikariya qua đời vào ngày 20 tháng 3 năm 2004 ở tuổi 72 vì bệnh ung thư hạch bạch huyết. Ông ấy thông báo bệnh của mình vào tháng 6 năm trước và rời bệnh viện một lần vào tháng 7 sau đó để khai mạc bộ phim <i>Bayside Shakedown 2</i> .
Vào tháng 4 năm 2002, Shimura Ken thu âm một đĩa đơn duy nhất với Hello! Project cùng với " Mini-Moni", với sự hợp tác được ghi nhận là "Bakatono to Mini Moni Hime" (バカ殿様とミニモニ。姫 Lãnh chúa ngu ngốc và Mini-Moni. Công chúa). Họ đã thu âm hai bài hát được đặt tên theo một câu cửa miệng của anh ấy, "Ai-in".

## Giới thiệu
1. ↑  "History" (bằng tiếng Nhật). Ohno Yoshio Official Website. Truy cập ngày 26 tháng 7 năm 2009.
2. ↑  "Comedian Ken Shimura dies after being hospitalized for coronavirus". Bản gốc lưu trữ ngày 1 tháng 4 năm 2020. Truy cập ngày 18 tháng 5 năm 2022.